# Bhutan
Bhutan (en dzongkha, འབྲུག་ཡུལ་ [Druk Yul]) és un regne i estat independent de l'Àsia meridional, situat al vessant meridional de l'Himàlaia, que limita al nord amb el Tibet i al sud, l'est i l'oest amb l'Índia. La capital és Thimphu.
Bhutan és una monarquia constitucional amb el budisme Vajrayana com a religió estatal. L'idioma oficial és el dzongkha.

## Etimologia
Es desconeix l'etimologia precisa de "Bhutan", tot i que és probable que derivi de l'endònim tibetà "Böd" per al Tibet. Tradicionalment, es considera que és una transcripció del sànscrit Bhoṭa-anta "extrem del Tibet", una referència a la posició de Bhutan com a extremitat meridional de l'altiplà i la cultura tibetana.
Històricament els bhutanesos s'han referit al seu país com a Druk Yul, "la terra del drac del tro". Aquest drac és el símbol del país, i es troba tant a la bandera com a l'escut nacionals. Els bhutanesos es refereixen a ells mateixos com els drukpa.

## Història

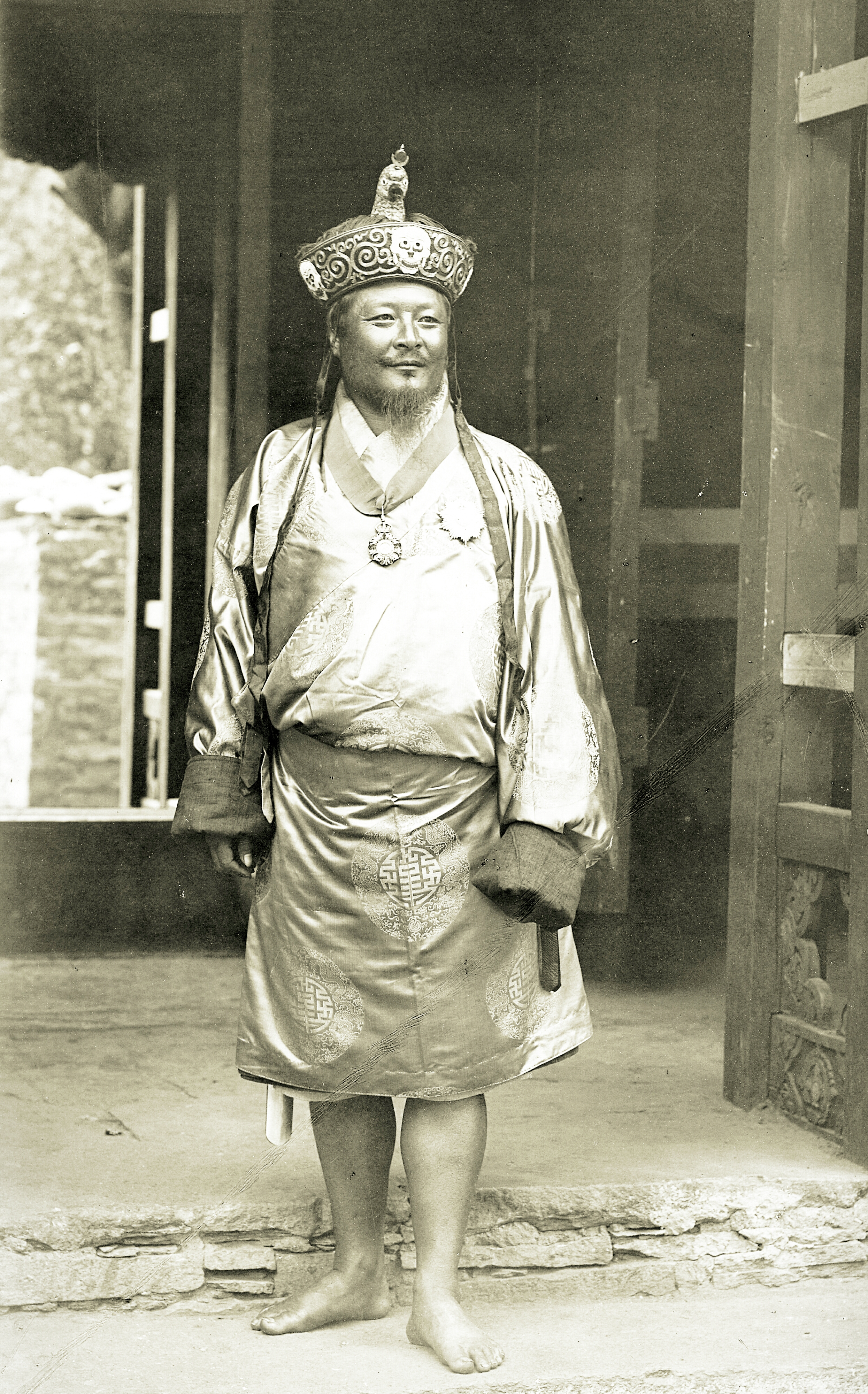
Gongsar Ugyen Wangchuck, primer rei de Bhutan (1907–1926).

S'han trobat restes humanes que daten del 2000 aC, però la història primerenca és molt poc coneguda.
Des del segle xvii s'hi va establir una teocràcia budista fortament descentralitzada. Aprofitant l'anarquia que va seguir la mort dels líders religiosos de l'actual Bhutan, el Tibet el va envair. Al segle xix va començar el domini (pactat) de Gran Bretanya. Des del 1947, l'Índia ha assumit una espècie de rol tutelar sobre el país.
La dinastia Wangchuck, de l'ètnia drukpa, governa Bhutan des del 1907. Jigme Dorji Wangchuck (1952-1972) va fer-hi algunes reformes com la creació d'una Assemblea Nacional, el Consell assessor i el Consell de Ministres. Del 1990 al 1993, el poble conegut per lotshampa es va revoltar al sud del país.

## Política
Des del 1994 Bhutan és una monarquia constitucional amb un Parlament. El monarca Jigme Dorji Wangchuck va ser triat rei després de la independència de l'Índia; se'l considera el pare de la nació, a causa dels seus plans de desenvolupament. El seu successor Jigme Singye Wangchuck es va preocupar durant el seu regnat per la cultura del regne i la cura del medi ambient. El 2004 va prohibir fumar en tot el regne.
Jigme Singye Wangchuck va ser coronat en juliol de 1972 i va regnar fins al 15 de desembre de 2006, data de la seva abdicació, en què lliurà el tron al seu fill Jigme Khesar Namgyel Wangchuck. La notícia es va conèixer per un decret escrit pel mateix monarca.

## Geografia

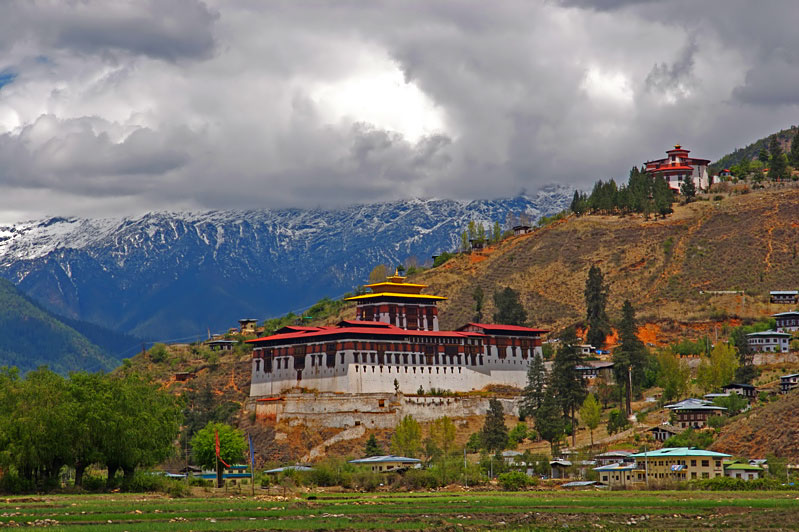
El dzong de la vall de Paro, construït el 1646.

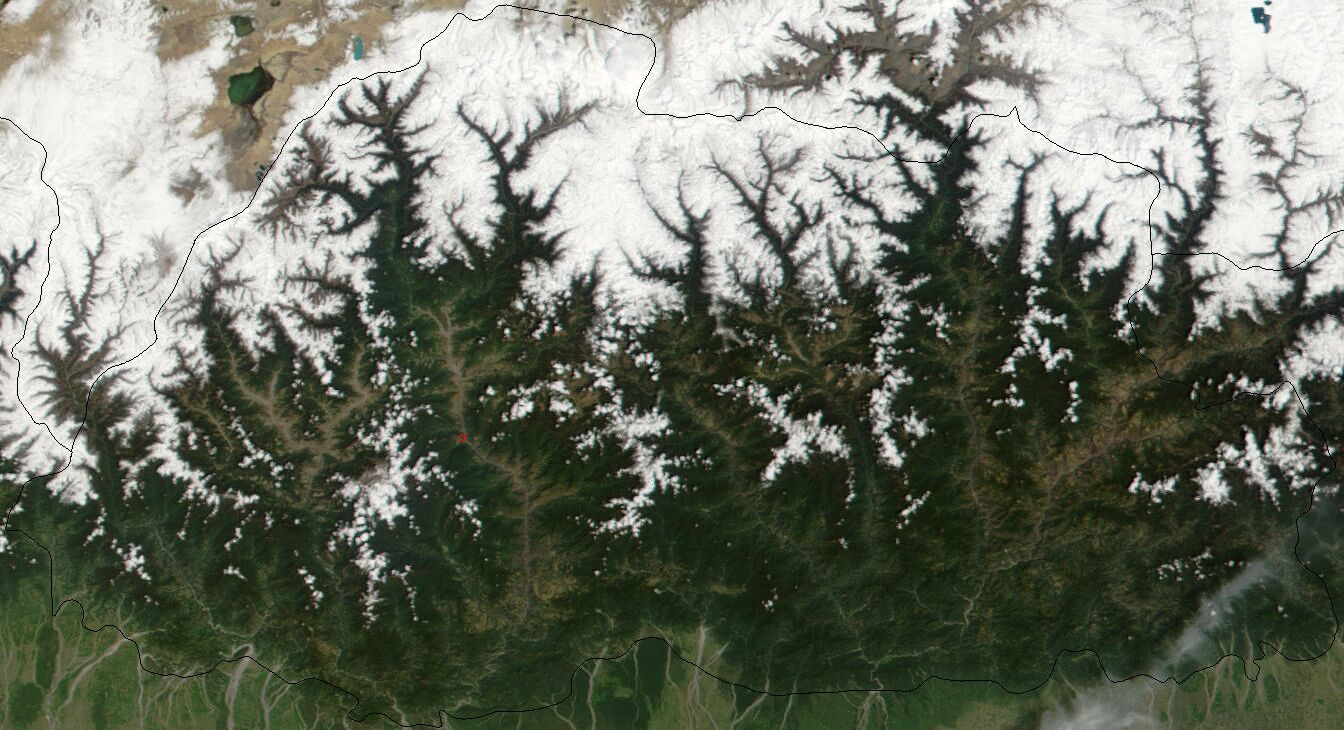
Fotografia per satèl·lit a l'abril del 2002

Bhutan presenta un relleu molt muntanyós, que decreix de nord a sud. Hom hi distingeix tres zones: els Duars, altiplà detrític prehimalaià al sud, d’uns 400 m d’altitud, l’Himàlaia Mitjà, regió solcada per moltes valls i on les muntanyes no superen els 3.000 m, i el Gran Himàlaia al nord del país, els cims del qual assoleixen els 7.000 m. El cim més alt és el Chomo Chāri (7.314 m). El clima varia segons les regions; així, el nord té un clima d’alta muntanya, amb precipitacions de neu, i els Duars un clima tropical càlid amb gran quantitat de precipitacions (més de 6.000 mm anuals).
La regió del nord està formada per muntanyes glacials amb cims de més de 7.000 metres i un clima extremadament fred; el punt més alt és suposadament el Kula Kangri (7.553 metres), però podria estar al Tibet; el Gangkhar Puensum, mai escalat, tindria realment 7.570 metres. Altres cims rellevants són el Tato La (més de 7.500 metres), el grup Rudu La, el grup Donga amb el Donga La (6.500 metres), el grup Kollong amb el pic Daud (6.378 metres) i a l'est els pics anomenats E, F i H (entre 6.500 i 7.100 metres). Aquest darrer grup és a l'extrem nord a la zona fronterera amb l'antic Regne de Towang (que fou vassall del Tibet).

Mapa (en anglès)

Les muntanyes Negres, al centre amb valls fèrtils amb nombrosos rius, formen una serralada entre dos rius, l'Amo Chu (o Mo Chhu o Torsa) i el Drangme Chu. Els cims oscil·len entre els 1.500 metres i els 2.700 metres; els rius principals són el Torsa, Raidak, Sankosh i Manas, que són també els principals del país; en aquesta zona viu la major part de la població.
Al sud, les muntanyes Shiwalik, cobertes de densa vegetació, són elevacions d'uns 1.500 metres i baixen cap a la plana subtropical dels Duars en gran part a l'Índia (a uns 15 km al Bhutan) i es troben boscos de clima temperat.
Rius destacats, a més dels ja esmentats (Amu i Drangme), són: Di Chu, Chin Chu, Ma Chu i Mati Chu. Chu (escrit també Chhu en la grafia antiga) és la paraula tibetana per a 'aigua' o 'riu'. El Di (nom bodo) forma la frontera entre Bhutan i el districte de Darjeeling. L'Amo neix darrere el pas de Tang, que connecta amb el Tibet, i després de passar la vall de Chumbi entra a Bhutan. El Chin neix a les muntanyes Chumalhari i corre al sud-est durant 300 km per Bhutan fins a entrar als Duars (on se'l coneix com a riu Ninagaon). El Ma neix al Tibet i corre 300 km per Bhutan passant per Punakha i entra a l'Índia, on és conegut com a riu Sankosh. El Drangme neix a Arunachal Pradesh i corre al sud-oest per Bhutan; arriba a la plana on és conegut com a riu Manas entre els districtes de Kamrup i Goalpara, i en marca el límit entre els dos.

### Clima
El clima de Bhutan varia amb l'elevació, des del subtropical al sud fins al temperat a les terres altes i un clima de tipus polar amb neu durant tot l'any al nord. Bhutan experimenta cinc estacions diferents: estiu, monsó, tardor, hivern i primavera. Bhutan occidental té les pluges de monsó més intenses; el sud de Bhutan té estius càlids i humits i hiverns frescos; el centre i l'est de Bhutan són més temperats i secs que l'oest, amb estius càlids i hiverns frescos.

## Flora, fauna i medi ambient
Bhutan compta amb 6.216 espècies d'amfibis, aus, mamífers, rèptils i plantes vasculars registrades, cosa que el converteix en un dels països amb més diversitat biològica del planeta. Particularment, compta amb 625 espècies d'ocells i 5468 de plantes vasculars. Entre la flora destaquen més de 300 espècies de plantes medicinals, així com 46 de rododendres, a més d'un gran nombre de magnòlies, ginebres i orquídies, i arbres com pins i roures. La capa de boscos, que ocupa aproximadament el 72% de la superfície total, està dividida en tres zones diferenciades: l'alpina -amb escassa o nul·la coberta floral-, la temperada -on viuen coníferes i altres plantes latifoliades- i la subtropical, que alberga la vegetació tropical típica. la rosella blava de l'Himàlaia és considerada com la flor nacional i creix a una altura d'entre 3500 i 4500 m en passos elevats de la zona oriental del territori.
D'altra banda, al país hi viuen nombroses espècies indígenes, com el langur daurat, el panda vermell comú, la grua collnegra, la pantera de les neus o el taquin. Aquest últim és considerat com l'animal nacional. És de destacar que Bhutan compta amb 16 espècies d'ocells en perill d'extinció, a més del corb, reconegut com l'ocell nacional. 103 quant a la vida aquàtica, se sap que viuen unes 41 espècies autòctones en els llacs i rius de país, incloent vuit espècies exòtiques i 7 de ciprínids introduïts per a l'aqüicultura en aigües temperades. La truita marró va ser introduïda en els anys 1930 i fins a la dècada de 1980 es va criar en dues piscifactories per després ser traslladada als corrents i masses d'aigua del país.
La cura de l'ecologia i el medi ambient és molt important a Bhutan, ja que és un dels pilars que sustenten la idea de la Felicitat Nacional Bruta. De fet, hi ha una comissió nacional amb aquesta finalitat, l'objectiu és protegir els espais naturals, enfortir el consum conscient de recursos i fomentar la responsabilitat social amb la naturalesa. El 60% el país es troba protegit mitjançant una xarxa de deu parcs naturals. Malgrat tot, el canvi climàtic afecta també a Bhutan, sobretot a les glaceres.

### Zones protegides de Bhutan
Hi ha 21 zones protegides que ocupen uns 19.171 km², el 48% del territori. D'aquestes, 5 són parcs nacionals, 8 són corredors biològics, 4 són santuaris de la natura i 1 és una reserva estricta. A més hi ha 3 llocs Ramsar que cobreixen 1225 ha, i 23 AICA, que cobreixen 12.133 km².
Segons la Unió Internacional per a la Conservació de la Natura, amb seu a Suïssa, Bhutan es considera un model per a iniciatives de conservació proactives. El Regne ha rebut elogis internacionals pel seu compromís amb el manteniment de la seva biodiversitat. Això es reflecteix en la decisió de mantenir almenys el seixanta per cent de la superfície terrestre sota coberta forestal, designar més del 40% del seu territori com a parcs nacionals, reserves i altres zones protegides i, més recentment, identificar un nou per cent més de la superfície terrestre com a corredors de biodiversitat que uneixen les zones protegides. Tota la terra protegida de Bhutan està connectada entre si mitjançant una vasta xarxa de corredors biològics, que permet als animals migrar lliurement per tot el país. La conservació del medi ambient s'ha situat al centre de l'estratègia de desenvolupament de la nació. No es tracta com un sector, sinó com un conjunt de preocupacions que cal integrar en l'enfocament global de Bhutan sobre la planificació del desenvolupament i ser reforçades per la força de la llei. La constitució del país esmenta les normes ambientals en diverses seccions.

### Ecoregions de Bhutan
El nombre de biomes i d'ecoregions en Bhutan és de vuit. La distribució d'aquestes ecoregions generalment varia segons l'altitud i les precipitacions.

## Divisió administrativa
És tradicionalment dividit en quatre dzongdey (zones administratives) que són Sud, Centre, Est i Oest i que segons la constitució no tenen existència jurídica. Cadascuna de les zones és dividida en districtes o dzongkhag, que de fet en són 20 en tot el país, dels quals els més grans estan subdividits en subdistrictes (dungkhag). La unitat inferior és el grup de pobles que formen un bloc (gewog) i tenen al front un gup elegit.

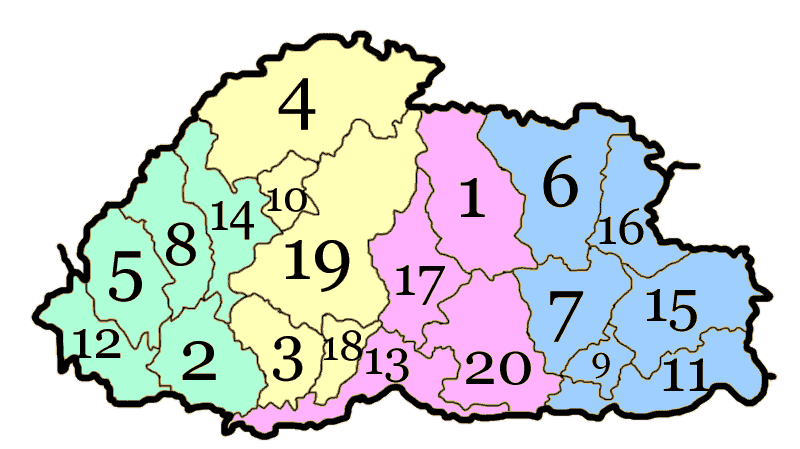
Districtes de Bhutan

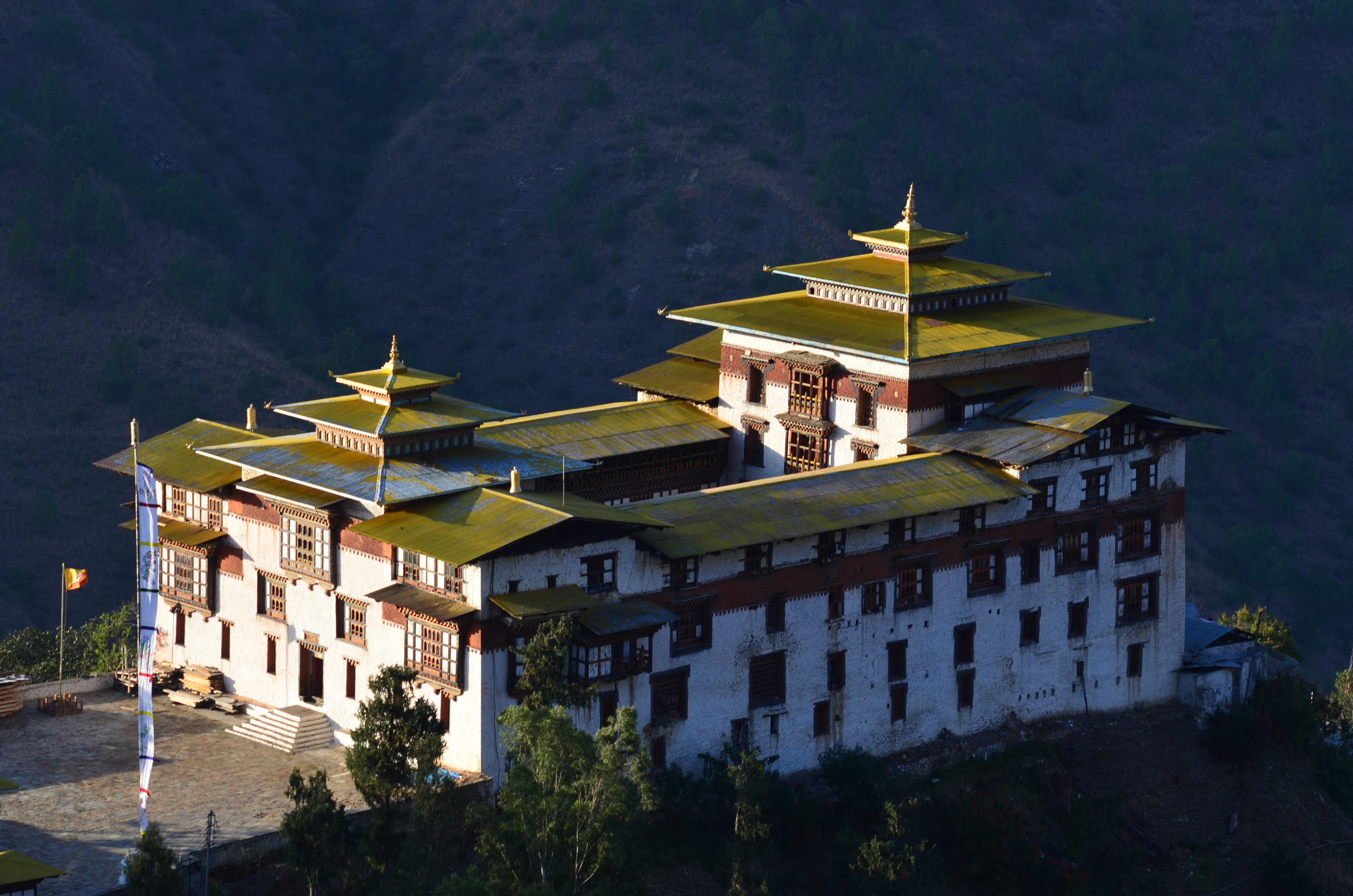
El dzong Trashigang, construït el 1659.

Els dzongkhags (districtes) de Bhutan són:
- 1. Bumthang
- 2. Chukha (abans Chhukha)
- 3. Dagana
- 4. Gasa
- 5. Haa
- 6. Lhuntse
- 7. Mongar
- 8. Paro
- 9. Pemagatshel (Pemagatsel)
- 10. Punakha
- 11. Samdrup Jongkhar
- 12. Samtse (Samchi)
- 13. Sarpang
- 14. Thimphu
- 15. Trashigang (Tashigang)
- 16. Trashiyangtse
- 17. Trongsa (Tongsa)
- 18. Tsirang (Chirang)
- 19. Wangdue Phodrang (Wangdi Phodrang)
- 20. Zhemgang (Shemgang)

## Economia
És una de les economies més febles del món, amb un fort deute extern. Es basa en el sector primari i la venda d'energia elèctrica a l'Índia. Als darrers anys hi ha hagut un augment del turisme, centrat en l'alpinisme i a seguir els passos del budisme. Cal remarcar que el govern limita la presència estrangera a unes poques zones del país.
La manca d'infraestructures, a causa de l'orografia, i la manca d'accés al mar han llastrat el desenvolupament del país. La divisa nacional, el nglultrum, depèn totalment de la rupia índia, gairebé cooficial.
La balança comercial és negativa. Importa sobretot combustible i productes industrials. Gairebé un 90% dels intercanvis es fan amb l'Índia. Els següents socis en importància són Bangladesh i Filipines. D'Europa, el país amb més relacions és Àustria.

## Cultura
Un 70% de la població segueix el budisme, que a més és religió oficial. Hi ha també hinduistes (24,6%) i musulmans (5%).
L'idioma oficial és el dzongkha, juntament amb l'anglès per a les relacions internacionals. La classe més culta acostuma a ser bilingüe en hindi. Una minoria parla nepalès. L'alfabetització no assoleix la meitat de la població adulta.
El govern preserva per llei moltes tradicions locals (des de 1989 impera un estricte "codi de conducta"). L'esport amb més èxit és el tir a l'arc, seguit del futbol. Els balls de màscares i les músiques antigues predominen en les celebracions nacionals.
El 17 de desembre de 2004, el Bhutan es va convertir en el primer país del món en prohibir la venda i consum de cigarrets. Els seus habitants poden importar-ne per al seu ús personal, tot pagant un impost del 100%, i poden fumar-ne només en la intimitat de les seves llars.

## Situació ambiental
Bhutan és l'únic país del món que, encara avui en dia, té emissions negatives de CO₂. És a dir, Bhutan rep més emissions de CO₂ que no n'emet.

## Relacions exteriors
Bhutan té relacions diplomàtiques molt properes amb dos països: Índia i Bangladesh (els únics que tenen ambaixades al Bhutan). Bhutan té molt males relacions diplomàtiques amb la Xina, ja que tenen disputes territorials i Bhutan no reconeix el país xinès (tampoc no reconeix la República de la Xina o Taiwan).